# Завтра — это навсегда
«Завтра — это навсегда» (исп. Mañana es para siempre) — популярная мексиканская теленовелла производства телекомпании Телевиса (Мексика), впервые транслируемая по Каналу Звезд (исп. Canal de las estrellas) с 20 октября 2008 года по 14 июня 2009 года. Завтра и навсегда представляет собой мексиканский ремейк теленовеллы колумбийского производства «Чистая кровь» (исп. Pura sangre). Продюсер Никандро Диас Гонсалес. Примечательно что 3-х часовой финал теленовеллы, показанный в США 5 октября 2009 года, стал самой популярной передачей в США 2009 года, собрав 12-миллионную аудиторию и побив по просматриваемости рейтинги англоязычных передач.

## Описание
Основные протагонисты: Фернанда (Сильвия Наварро) и её возлюбленный Эдуардо (Фернандо Колунга). Им противостояли антагонисты: Артемио Браво и его исполнительница Барбара Греко (Ребека Санчес) по прозвищу «Гиена», роль которой исполнила Лусеро. Свою роль Лусеро исполнила столь удачно, что её слова в буквальном смысле были разобраны на цитаты:
Las reglas se hicieron para romperlas
 «Правила сделаны чтобы их нарушать».

## Содержание
Фернанда (Сильвия Наварро) — младшая дочь Гонсало Элисальде (Рохелио Герра), владельца большого поместья и компании-производителя молочных продуктов. Эдуардо(Фернандо Колунга) — сын экономки Соледад (Мария Рохо). Двое детей растут вместе, несмотря на классовые неравенства. Их объединяет чистая непорочная любовь.
Гонсало живёт полной, счастливой жизнью со своей женой Монсеррат (Эрика Буэнфиль) и их пятью детьми, не подозревая об опасности, которая приближается к ним. Артемио Браво (Рохелио Герра) ненавидит Гонсало всей душой и его единственная цель в жизни — это медленно и болезненно разрушить семью Элисальде.
Одной из пешек в его извращенной игре становится Ребекка Санчес (Лусеро), беспринципная молодая женщина, которая уверенно занимает место в компании Гонсало под вымышленным именем Барбара Греко (Лусеро). Её деловая хватка и острый ум привлекают внимание Гонсало, и он назначает её своей личной помощницей. Мало-помалу хитроумная Барбара завоевывает полное доверие Гонсало.
Фернанда и Эдуардо становятся первой мишенью Барбары. Застав детей во время невинного поцелуя, она убеждает Монсеррат, что мальчик опасен для её дорогой дочери и должен быть отправлен в школу-интернат. Соледад перехватывает переписку детей, приняв нелегкое для себя решение прекратить все контакты между ними. В конечном счете, Ферананда понимает, что Эдуардо забыл её.
Следующим ходом в гамбите Артемио является коронация Барбары в качестве королевы Гонсало, а это означает, что Монсеррат должна умереть. Барбара душит её подушкой и обвиняет старшую дочь Гонсало Лилиану (Доминика Палета) в убийстве. Отказываясь поверить в невиновность Лилианы, отчаявшегося подростка запирают в психиатрической лечебнице. Позже, Гонсало женится на Барбаре и назначает её одним из членов правления директоров в своей компании.
Соледад единственная, кто осознает злостную натуру Барбары, но она вынуждена держать язык за зубами. В течение многих лет она живёт в молчаливом страхе, скучая по своему сыну Эдуардо и боясь, что однажды Барбара выполнит свою угрозу и убьет мальчика. Проходит время, Эдуардо возвращается после получения степени магистра за границей, только для того, чтобы встретить свою мать тяжело больной.
Барбара привлекает нового сообщника, Дамиана (Серхио Сендель), который влюбляет в себя Фернанду и женится на ней. Взяв имя Франко Санторо, Эдуардо начинает работу с компанией Гонсало, намереваясь разоблачить всех людей, повинных в его страданиях и заставить их заплатить. Фернанда испытывает сильное и необъяснимое влечение к незнакомцу, и вскоре любовь, которая в действительности никогда не умирала, возрождается.
Перед смертью, Соледад отдает Лилиане маленькую шкатулку, в которой она хранила тайну своих несчастий, в надежде, что однажды Лилиана освободится от печальной несправедливости, которая разрушила её жизнь. Немного позже, с помощью Эдуардо, Лилиана сдает Барбару полиции.
Барбара избавляется от Артемио, но в процессе раскрывается его большой секрет: он сводный брат Гонсало и он стремится к полному уничтожению брата.
Чёрное облако, которое нависло над семьей Элисальде, наконец-то рассеялось, и ничто не стоит на пути счастья Эдуардо и Фернанды, поскольку они знают, что сила, победившая все — это их взаимная истинная любовь.
Сегодня может быть невозможно, но… Завтра — это навсегда.

## Создатели телесериала

### В ролях
- Сильвия Наварро — Fernanda Elizalde Rivera
- Фернандо Колунга — Eduardo Juárez Cruz / Franco Santoro
- Лусеро — Bárbara Greco de Elizalde "la Hiena" / Rebeca Sánchez Frutos
- Серхио Сендель — Damián Gallardo Roa
- Рохелио Герра — Gonzalo Elizalde Linares  / Artemio Bravo
- Гильермо Капетильо — Aníbal Elizalde Rivera / Jerónimo Elizalde
- Доминика Палета — Liliana Elizalde Rivera
- Mario Iván Martínez — Steve Norton
- Роберто Паласуэлос — Camilo Elizalde Rivera
- Арлет Теран — Priscila Alvear de Elizalde
- Марисоль дель Ольмо — Erika Astorga
- Карлос де ла Мота — Santiago Elizalde Rivera
- Алехандро Руис — Jacinto Cordero
- Дасия Аркарас — Margarita Campillo de Cordero
- Алейда Нуньес — Gardenia Campillo
- Хайме Гарса — Silvestre Tinoco
- Луис Баярдо — Ciro Palafox
- Фабиан Роблес — Vladimir Piñeiro
- Ricardo Silva — Plutarco Obregón
- Tania Vázquez — Venus García / Lovely Norton
- Мариана Риос — Martina Tinoco
- Клаудия Ортега — Flor Campillo
- Ариадна Диас — Aurora Artemisa Sánchez
- Жаклин Арройо — Tomasa
- María Rojo — Soledad Cruz
- Эухенио Кобо — Lic. Elizondo
- Edith Márquez — Julieta Sotomayor
- Carlos Cámara Jr. — Jacobo Roa
- Rafael Novoa — Miguel Lascuraín
- Луис Химено — Padre Bosco
- Enrique Lizalde — Juez
- Офелия Кано — Dolores "Dolly" de Astorga
- Умберто Элисондо — Agustín Astorga
- Benjamín Rivero — Lucio Bermejo
- Мариана Сеоане — Chelsy Romero
- Janet Ruiz — Adolfina Guerrero
- Adriana Rojo — Madre Superiora
- Yolanda Ciani — Úrsula Roa de Gallardo
- Мария Прадо — Dominga Ojeda
- Jaime Lozano — Jairo Roca
- Ильда Агирре — Graciela Palafox
- Рафаэль Вильяр — Simón Palafox
- Арчи Лафранко — Rolando Alvear
- Esteban Franco — Osvaldo
- Salvador Ibarra — Dr. Carlos Rey
- Элисабет Агилар — La Madame
- Juan Antonio Edwards — Grajales
- Pedro Weber "Chatanuga" — Tobías
- Адальберто Парра — René Manzanares
- Rudy Casanova — Carpio
- Alberto Chávez — Néstor
- Juan Carlos Casasola — Graciano
- Josefina Echánove — Rosenda
- Эрика Буэнфиль — Montserrat Rivera de Elizalde
- Давид Ренкорет — Comandante Lozoya
- Ignacio López Tarso — Isaac Newton Barrera
- Сесилия Габриэла — Altagracia Linares de Elizalde
- Adanely Núñez — Ana Gregoria Bravo
- Густаво Рохо — El Obispo
- María Morena — Hermana Fidelia
- Хулио Камехо — Herminio
- Андреа Легаррета — Reportera
- Тео Тапия — Director Curiel
- Vilma Traca — Empleada de la iglesia
- Ricardo de Pascual — Padre Íñigo
- Marina Marín — Purita López
- Ана Мартин — Mujer en boda
- Víctor Luis Zúñiga — Juan David
- Violeta Puga — Fernanda Elizalde Rivera (Niña)
- Omar Yubelli — Eduardo Juárez Cruz (Niño)
- Nancy Patiño — Liliana Elizalde Rivera (joven)
- Brayam Alejandro — Jacinto Cordero (niño)
- Alberich Bormann — Aníbal Elizalde Rivera (joven)
- Ángel Mar — Camilo Elizalde Rivera (niño)
- Mónica Dossetti — Daniela
- Filippa Giordano — Ella misma

## Награды и премии
Телесериал был номинирован 17 раз на 4 премии, из которых победу одержали 8 номинаций.

### ACE (1 из 1)
Победительницей стала:
- Лусеро Огаса получила премию за лучшую женскую роль.

### Copa Televisa (1 из 1)
Победителем стал:
- Телесериал Завтра — это навсегда признан лучшим телесериалом.

### People en Espanol (5 из 8)
Победителями стали:
- лучшим актёром признан Фернандо Колунга.
- лучшими злодеями признаны Лусеро и Серхио Сендель.
- Лучшей парой признаны Сильвия Наварро и Фернандо Колунга.
- Сильвия Наварро получила премию в номинации сюрприз года.

### TVyNovelas(1 из 7)
Победителем стал:
- Луис Химено признан лучшим выдающимся актёром.